# 拉惹加隆暗沙群
，位于南沙群岛南部，地理位置重要，新加坡至菲律宾马尼拉的巴拉望航道经过此地，是鲁克尼亚暗沙群（Luconia Shoals）的北滩群。拉惹加隆暗沙群现由马来西亚政府实际控制，附近多石油钻井平台。中华人民共和国政府和中华民国政府亦声称拥有其主权。

## 名称
美国地名委员会使用的名称为North Luconia Shoals（北魯克尼亞暗沙群），马来西亚称为Gugusan Beting Raja Jarum（拉惹加隆暗沙群），中国则称北康暗沙。
Luconia的词源是菲律宾第一大岛吕宋岛（Luzon）的古称。苏格兰地理学家、英国皇家学会会员，曾经先后担任英国东印度公司和英国海军水道测绘局首席水文专家的亚历山大·达尔林普尔在1784年出版的Account of shoals in the China sea（《中国海中的浅滩说明》）和1786年出版的Memoir of a Chart of the China Sea（《中国海海图回忆录》）记载：英国船吕宋號（Luconia）于1776年航行过程中发现该暗沙：“在北纬5°24′，东经112°30′一带发现一暗沙，深一又二分之一浔，呈东北偏北和西南偏南走向，为坚石。”“吕宋號暗沙群”或“魯克尼亞暗沙群”（Luconia Shoals）之名由此而来。
1935年中华民国水陆地图审查委员会审定公布《中国南海各岛屿华英地名对照一览表》，North Luconia Shoals的名称被音译为“北卢康尼亚滩」。。1947年中华民国内政部公布《南海诸岛新旧名称对照表》，对南海诸岛地名进行了修订，使其听起来更有中国特色，北卢康尼亚滩改称“北康暗沙”，其“康”字即是从“卢康尼亚”省译而来。1983年中华人民共和国中国地名委员会公布的《我国南海诸岛部分标准地名》也沿用“北康暗沙”的名称。

## 地理
拉惹加隆暗沙群是隶属于鲁克尼亚暗沙群的北滩群， 南滩群则是南康暗沙。拉惹加隆暗沙群目前有八个已被馬來西亞政府正式命名的珊瑚礁。
| 英文称呼                                  | 中国/台湾称呼 | 马来西亚称呼                                 | 座标                                | 水下深度（米） |
| 北鲁克尼亚暗沙群 （North Luconia Shoals） | 北康暗沙      | 拉惹加隆暗沙群 （Gugusan Beting Raja Jarum） |                                     |                |
| ----------------------------------------- | ------------- | -------------------------------------------- | ----------------------------------- | -------------- |
| 友谊暗沙（Friendship Shoal）              | 盟誼暗沙      | 仁答暗沙（Beting Rentap）                    | 5°57′N 112°32′E / 5.950°N 112.533°E | 8.2            |
| 哈迪礁（Hardie Reef）                     | 海康暗沙      | 阿順礁（Terumbu Asun）                       | 5°56′N 112°31′E / 5.933°N 112.517°E | 5.1            |
| 艾肯礁（Aitken Reef）                     | 義淨礁        | 拿督蘭底礁（Terumbu Datuk Landih）           | 5°54′N 112°33′E / 5.900°N 112.550°E | 9.4            |
| 巴克礁（Buck Reef）                       | 法顯暗沙      | 宁宜礁（Terumbu Linggir）                    | 5°45′N 112°33′E / 5.750°N 112.550°E | 4.9            |
| 莫迪礁（Moody Reef）                      | 康西暗沙      | 柏邁蘇麗礁（Terumbu Permaisuri）             | 5°38′N 112°22′E / 5.633°N 112.367°E | 7.3            |
| 海马破礁（Seahorse Breakers）             | 南安礁        | 當阿惹破礁（Hempasan Dang Ajar）             | 5°32′N 112°35′E / 5.533°N 112.583°E | 2              |
| 特里普礁（Tripp Reef）                    | 北安礁        | 里东礁（Terumbu Litong）                     | 5°39′N 112°32′E / 5.650°N 112.533°E | 3.7            |
| 哈耶斯礁（Hayes Reef）                    | 南屏礁        | 郎銀當礁（Terumbu Lang Ngindang）            | 5°22′N 112°38′E / 5.367°N 112.633°E | <0             |

## 参阅
- 鲁克尼亚暗沙群
- 南康暗沙